# Catedral de Toledo
A Catedral de Toledo, na cidade de Toledo, Espanha, é uma das três catedrais góticas espanholas do século XIII, sede da Arquidiocese de Toledo, sendo considerada a obra magna desse estilo no país.
Foi construída de 1226 a 1493 e foi projetada a partir da Catedral de Bourges. Combina também algumas características do estilo mudéjar, principalmente no claustro. Foi construída com pedras de Olihuelas, perto de Toledo. Uma de suas partes mais magníficas é o altar barroco chamado El Transparente, construído por Narciso Tomé. O banho de luz que vem de uma apropriada fenda no teto, faz com que o altar, por alguns minutos, pareça estar se elevando aos céus, o que originou seu apelido. A Catedral têm também mais de 750 vitrais.
A fachada principal tem três portas: a Puerta del Perdón, a Puerta del Juicio Final e a Puerta del Infierno. A primeira tem esse nome porque costumava-se garantir as indulgências para aqueles que por ela entravam para pedir perdão. Hoje é aberta somente em ocasiões especiais. A terceira contém apenas decorações florais. Era usada para a procissão do Domingo de Ramos.
O rei de Portugal Sancho II está sepultado na Catedral de Toledo.

## História
Referente ao período em que o Império Romano dominava a Península Ibérica, e fundaram a cidade de Toletum (atual Toledo), ainda não foram encontrados vestígios do que poderia ter sido construído no local onde se encontra a atual Catedral de Toledo. No século VI, no período em que os visigodos dominavam a península, foi construída uma igreja no local. E durante a dominação árabe, a igreja visigoda foi transformada na mesquita principal da cidade.
Quando os cristãos reconquistaram a cidade, o rei Alfonso VI prometeu não derrubar a mesquita principal, devido a população moçárabe da cidade. Quando Alfonso VI precisou se ausentar da cidade, a rainha e novo arcebispo de Toledo mandam construir um altar na mesquita. Após muitas divergências, entre os anos de 1086 e 1087, o rei manda purificar e consagrar a mesquita, tornando-se a Catedral de Toledo.
Rodrigo Jiménez de Rada, que iniciou sua função de arcebispo de Toledo em 1209, desejava tornar a cidade o pilar da fé cristã da Península Ibérica, decidiu reconstruir uma nova catedral na cidade sobre a antiga, que se encontrava já dilapidada. E a obra da nova catedral tem início em 1226, com a presença do Rei Fernando III na colocação da primeira pedra. Rada, inspirado nas catedrais francesas, deixou de lado o estilo arquitetônico mudéjar da cidade e projetou a catedral em estilo gótico francês.
Desde o final do século XIII, era comum que os monarcas fossem enterrados nas catedrais, de preferência junto ao altar-mor. No ano de 1282, Sancho IV casou-se com María de Molina na catedral, e foi coroado rei, no mesmo altar, no ano de 1284. Após sua coroação, decidiu que seu sepultamento fosse feito na capela do Espírito Santo da catedral. E, em 1289, trasladou os túmulos de Alfonso VII, Sancho III e Sancho II, que estavam na capela do Espírito Santo, para a capela da Santa Cruz.
As obras da catedral só finalizaram no ano de 1493, com o fechamento da abóboda da nave principal. Com o passar dos tempos, houve acréscimos de capelas, grades, túmulos, entre outros.

## Arquitetura

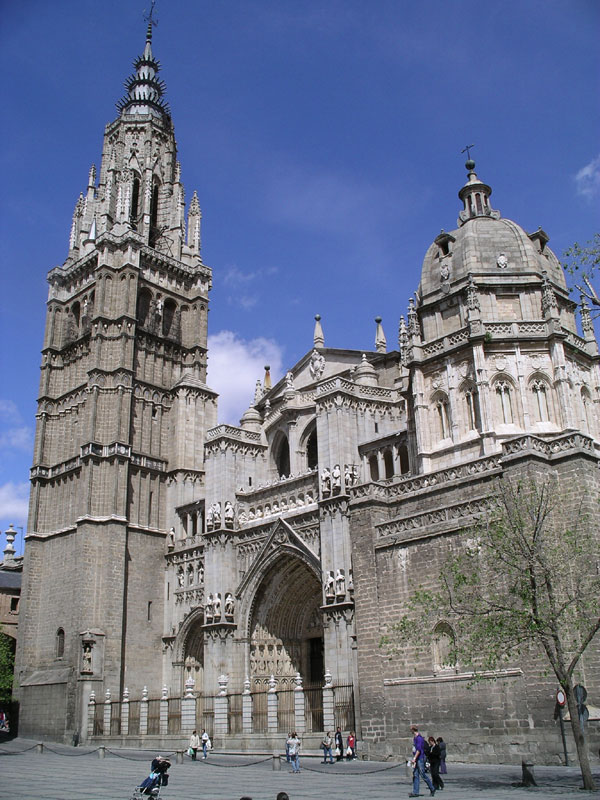
Fachada da catedral

A igreja foi construída em estilo gótico francês. Possui 60 metros de largura por 120 metros de profundidade; com 5 naves, 1 transepto e girola dupla.

### El Transparente
Local onde se encontra o retábulo do altar-mor, projetado, esculpido e pintado por Narciso Tomé em estilo barroco, utilizando o mármore, jaspe e bronze, e instalado entre os anos de 1729 e 1732. Foi construída uma grande janela na abóboda, para dar luz natural ao ambiente. Na parte central inferior do retábulo, há a uma escultura de Maria segurando o menino Jesus, que toca uma esfera dourada. À direita da escultura de Maria, está uma representação de Abigail oferecendo o pão e o vinho de sua casa para Davi, inimigo de seu marido. À esquerda da escultura de Maria, está uma representação de Aimeleque dando um pão consagrado e a espada de Golias a Davi, para que pudesse derrotar Saul. Acima da escultura de Maria, está a representação do Filho da Luz que ilumina o tabernáculo, com o sol representando a luz da eucaristia iluminando os homens, e ao redor do sol, além de querubins, há os arcanjos Rafael com o peixe, Miguel com a armadura, Gabriel com os lírios e Sealtiel com o incensário. Acima da representação do sol, está a representação da Última Ceia.
Na abóboda do ambulatório do retábulo, há uma pintura do Apocalipse de São João, com Deus sentado em um trono e 24 anciãos em seu entorno.

### Claustro
Está localizado no setor norte, pela catedral é acessado através da Porta de Santa Catalina, e pela rua Arco de Palácio através da Porta Mollete. Sua construção teve início no ano de 1389, com o mestre de obras Rodrigo Alfonso; e foi finalizada em 1425, pelo mestre Alvar Martínez.
É o maior claustro entre as catedrais da Espanha. Possui planta quadrada, com 2 pavimentos. O pavimento superior é acessado através da Escadaria de Tenório, localizada junto a Capela San Blas. Cada lateral do claustro possui sete seções quadradas que se abrem para um pátio central, as seções possuem teto com abóboda ogival e arcos cruzados, sustentados por pilares, e com cabeceira em arcos ogivais. As paredes internas possuem murais pintados não originais, medindo 5,82 metros de largura por 7,63 metros de altura, que sofreram uma grande remodelação no século XVIII. Os temas dos murais são: a pregação de Santo Eugênio; a revelação de São Dionísio; o martírio de Santo Eugênio; a caridade de Santa Casilda; a denúncia de Santa Casilda; a transferência dos restos mortais de San Eugenio; a esmola de San Eladio; o martírio do Niño de la Guardia; a morte de Santa Casilda; a prisão de San Eulogio; San Julián e San Ildefonso; Santa Leocádia antes do Pretor e a morte de Santa Leocádia.
O pátio central possui buxos e plantas arbóreas, na maioria frutíferas, e passeios pavimentados com lajes de granito, que levam até a uma fonte no centro do pátio.

### Capela San Blas
Está localizada no primeiro pavimento do claustro, no setor nordeste. Foi construída, entre os anos de 1398 e 1402, para abrigar a sepultura do Arcebispo Tenório. Possui planta quadrada com 12 metros de cada lado e 18 metros de altura; acima do altar, há um vitral colorido; com teto abobadado, piso em mármore e as paredes caiadas com gesso fosco. A abóbada e a região das paredes próximas ao teto, possuem afrescos que representam a vida de Jesus. Na parede leste há 3 altares elevados por escadas de pedra, e acima do altar central há um retábulo com a imagem de Nossa Senhora. No centro da capela há dois túmulos de mármore elevados, um do Arcebispo Tenório e o outro de Vicente Arias de Balboa, capelão de Tenório e posterior bispo de Plasencia.

### Biblioteca capitular
Está localizada no segundo pavimento do claustro, no setor norte. Possui em seu acervo mais de 3 mil manuscritos, cerca de dois mil livros impressos, manuscritos moçárabes dos séculos IX ao XI, e obras litúrgicas dos arcebispos Tenório, Mendoza, Cisneros e Lorenzana.

### Biblioteca Lorenzana
É uma biblioteca histórica, recebeu este nome em homenagem a Francisco Antonio Lorenzana, arcebispo de Toledo entre os anos de 1772 e 1800, e que foi o responsável pela construção da biblioteca. Possui planta retangular, com 24,23 metros de comprimento por 7,50 metros de largura. A decoração da sala é em estilo clássico tardio; ao redor da sala estão armários e prateleiras feitos de madeira de nogueira, onde são guardados os livros e códices; e no centro da sala estão as mesas de consulta; no piso foi usado cerâmica de Puente del Arzobispo.

### Coro
O início de sua construção se deu por volta de 1360. O coro possui altura dupla, com as bancas baixas, possuindo elementos decorativos em relevo que narram a conquista de Granada; e as bancas altas possuindo iconografias de personagens do antigo e do novo testamento. No centro do transcoro há uma capela dedicada a Nossa Senhora da Estrela. Acima, há uma tribuna com parapeito de ferro dourada onde se encontram dois grandes órgãos.

### Torre
Sua construção teve início no ano de 1380. Anterior a torre, no local ficava a Capela dos Reis Novos. A torre foi construída em planta quadrada com pilares nas quinas, com 4 andares, totalizando 93 metros de altura. Para sua construção, foram utilizadas pedras Berroque da pedreira de Guadajaraz. Na fachada, na segunda secção, há a representação de dois brasões do arcebispo Martínez Contreras, um com cruzes e castelos, e outro com um leão desenfreado; na sexta secção, há os brasões do arcebispo Juan de Cerezuela. A torre foi finalizada entre os anos de 1451 e 1453, ocorrendo alguns arremates nos anos seguintes. E passou por várias restaurações com o passar dos séculos, com a maior delas ocorrendo no ano de 1682, depois que um incêndio destruiu parte da torre.

### Puerta del reloj
Em português Porta do relógio, também conhecida como Puerta de la feria, é a porta mais antiga da catedral. Foi construída no século XIV, em estilo gótico francês. No ano de 1889, foi demolida uma torre com um relógio e sinos, que se localizava acima do portal, por se encontrar em ruínas. Atualmente, em seu tímpano, há relevos que contam toda a vida de Jesus Cristo, uma representação da Virgem Maria com o Menino Jesus cercado por reis e santos; e há um novo relógio, encomendado em 1888, vindo da cidade francesa de Morez, em Jura, com o disco de mármore e com somente um ponteiro que assinala as horas, não havendo os ponteiros que assinalam os minutos e os segundos. A parte superior da portada foi construída em estilo greco-romano, escondendo uma rosácea na fachada mais antiga.

### Puerta del perdón
Em português Porta do perdão, construída em 1337, possui duas portas de madeira forradas com folhas e pregos de bronze, sua portada apresenta relevos dedicados a Jesus acompanhado pelos Apóstolos; e em seu tímpano está a casula a Santo Ildefonso. A Porta do Perdão está ladeada pela Porta do Inferno e pela Porta do Juízo Final, separadas por um grande contraforte.

### Puerta de los leones
Em português Porta dos leões. Com o passar dos anos, a porta passou por grandes reformas. Atualmente, o friso acima da porta, tem a representação do enterro de Maria; e nas arquivoltas há querubins cantando pela Assunção de Maria, que está representada em uma escultura no tímpano abobadado; na fachada há medalhões com imagens de santos.
Entre os anos de 1452 e 1465, Hanequin de Bruxelas introduziu decorações de formato extravagante. Na reforma de 1785, foi introduzido um grupo de escultura em estilo flamenca e de Borgonha. 

## Galeria de fotos

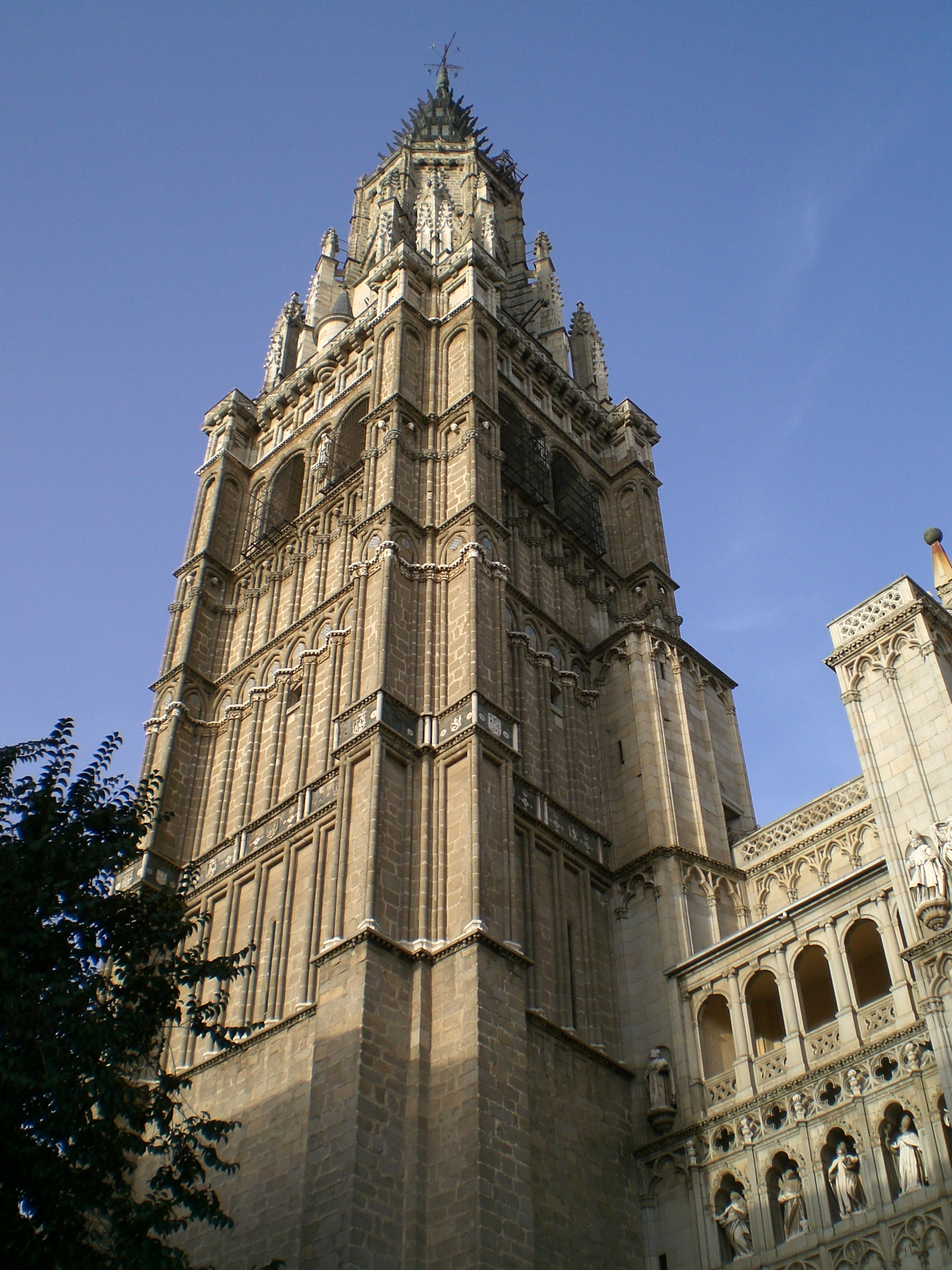
Torre sineira
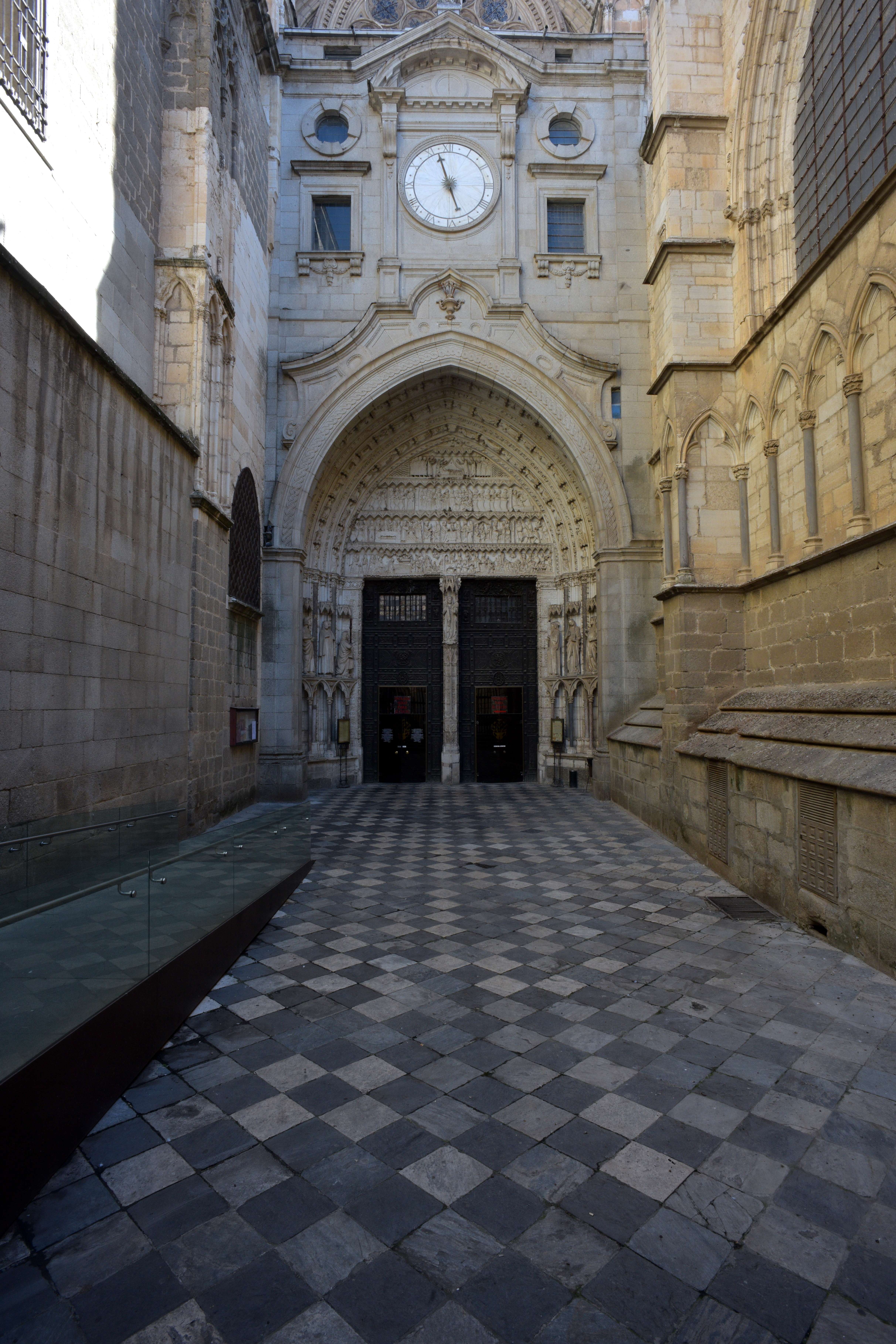
Porta do Relógio
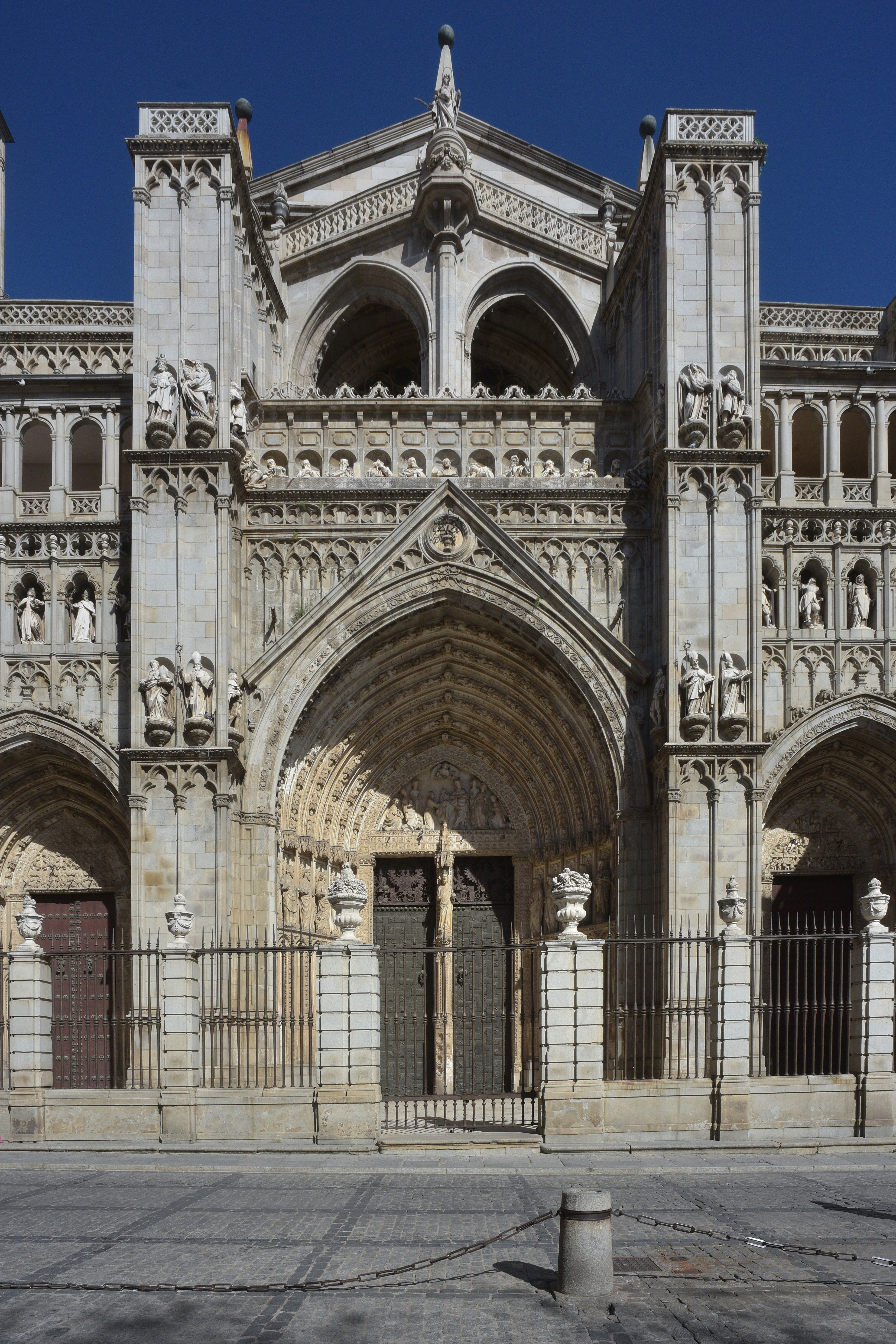
Porta do Perdão
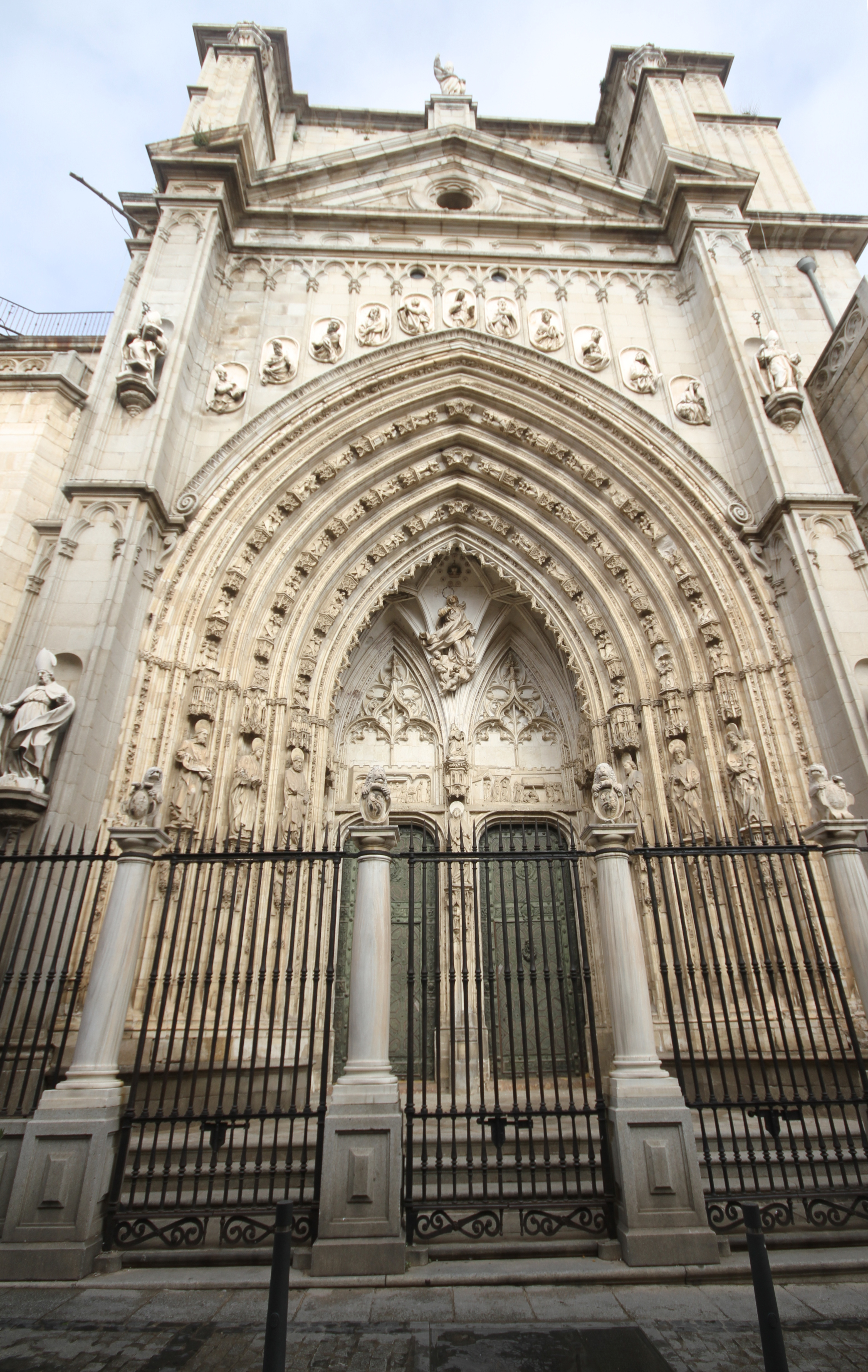
Porta dos Leões
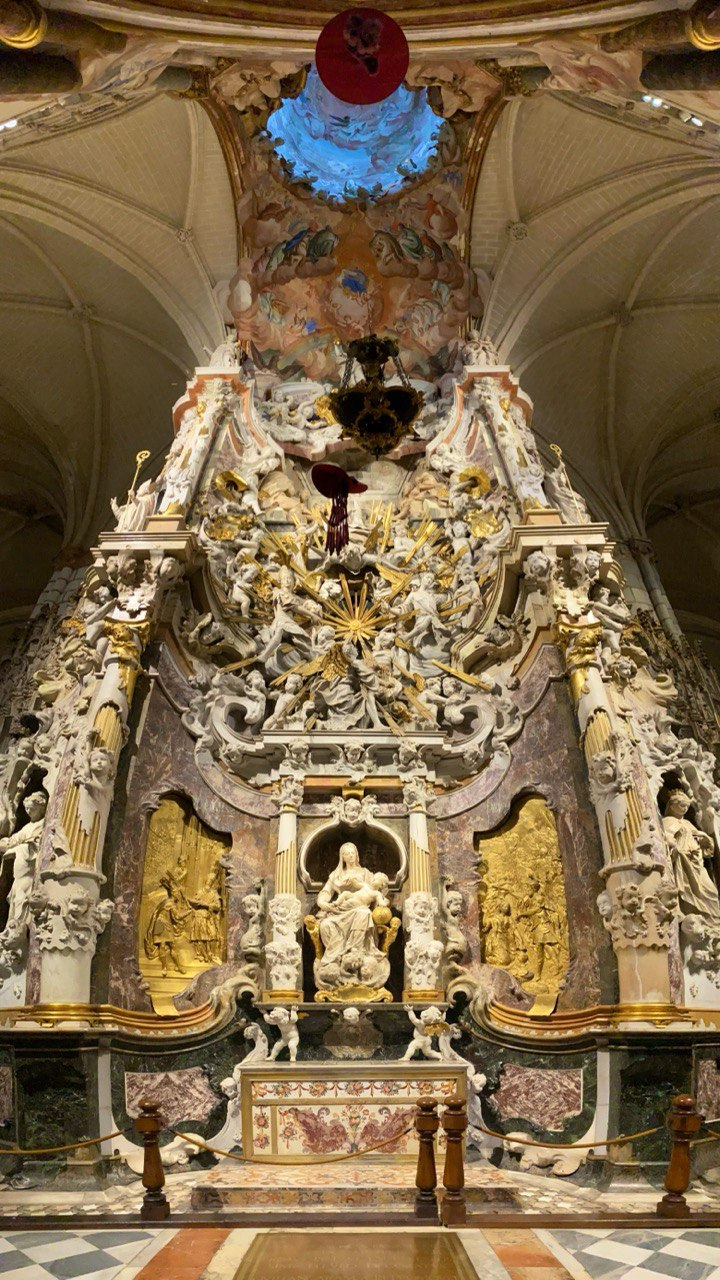
El Transparente
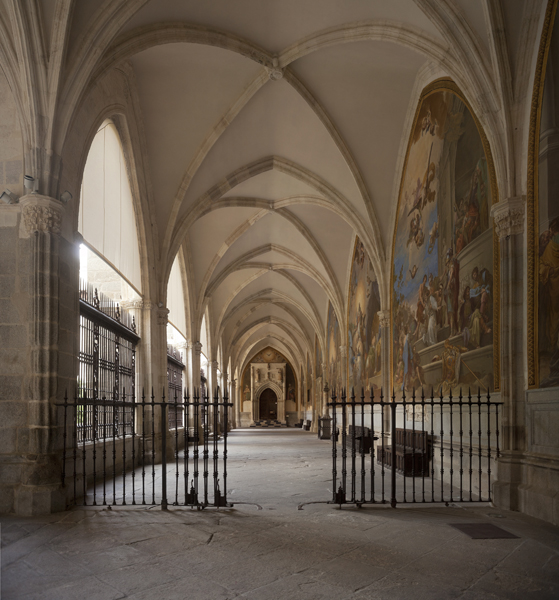
Claustro - 2º pavimento
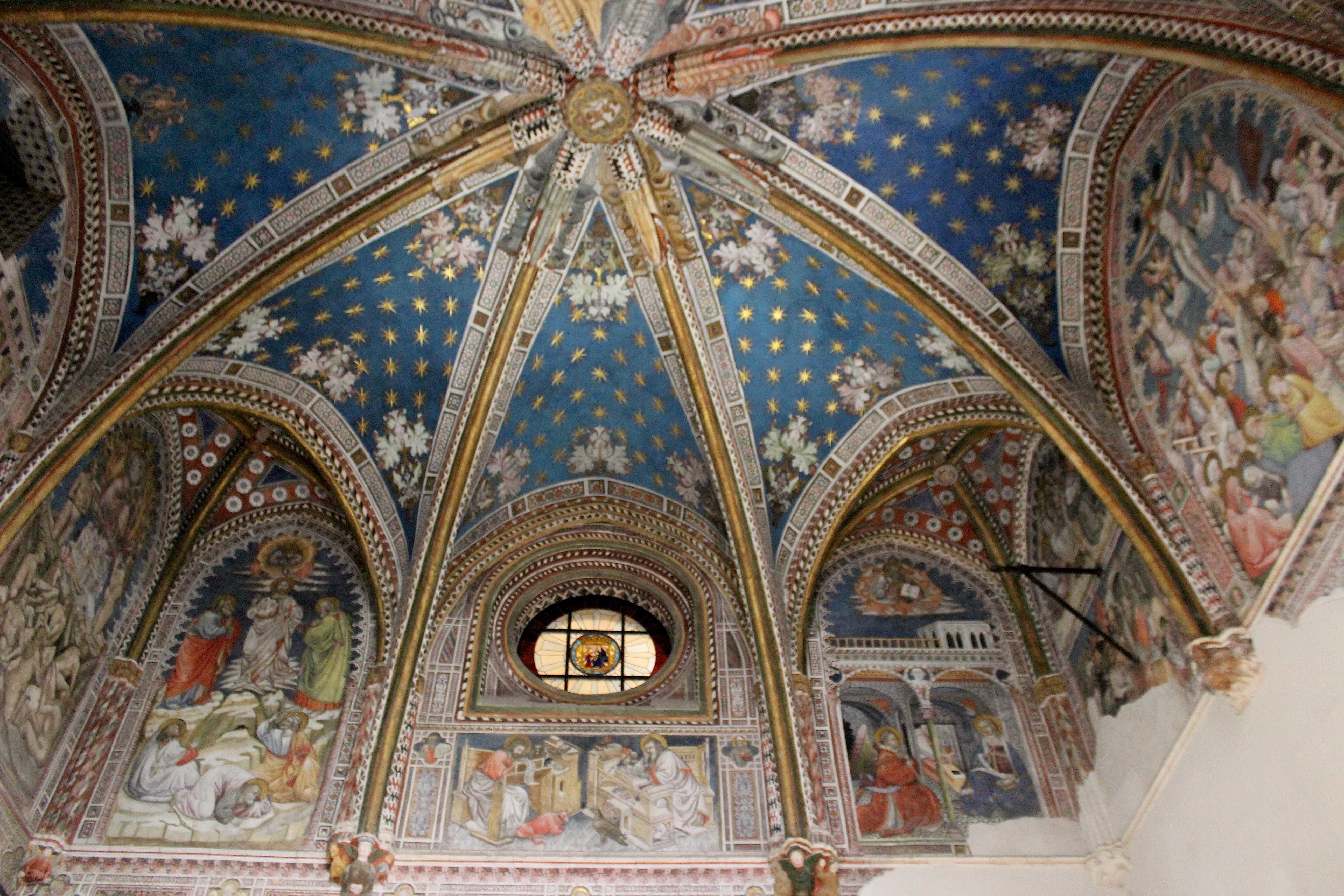
Teto da Capela de San Blas
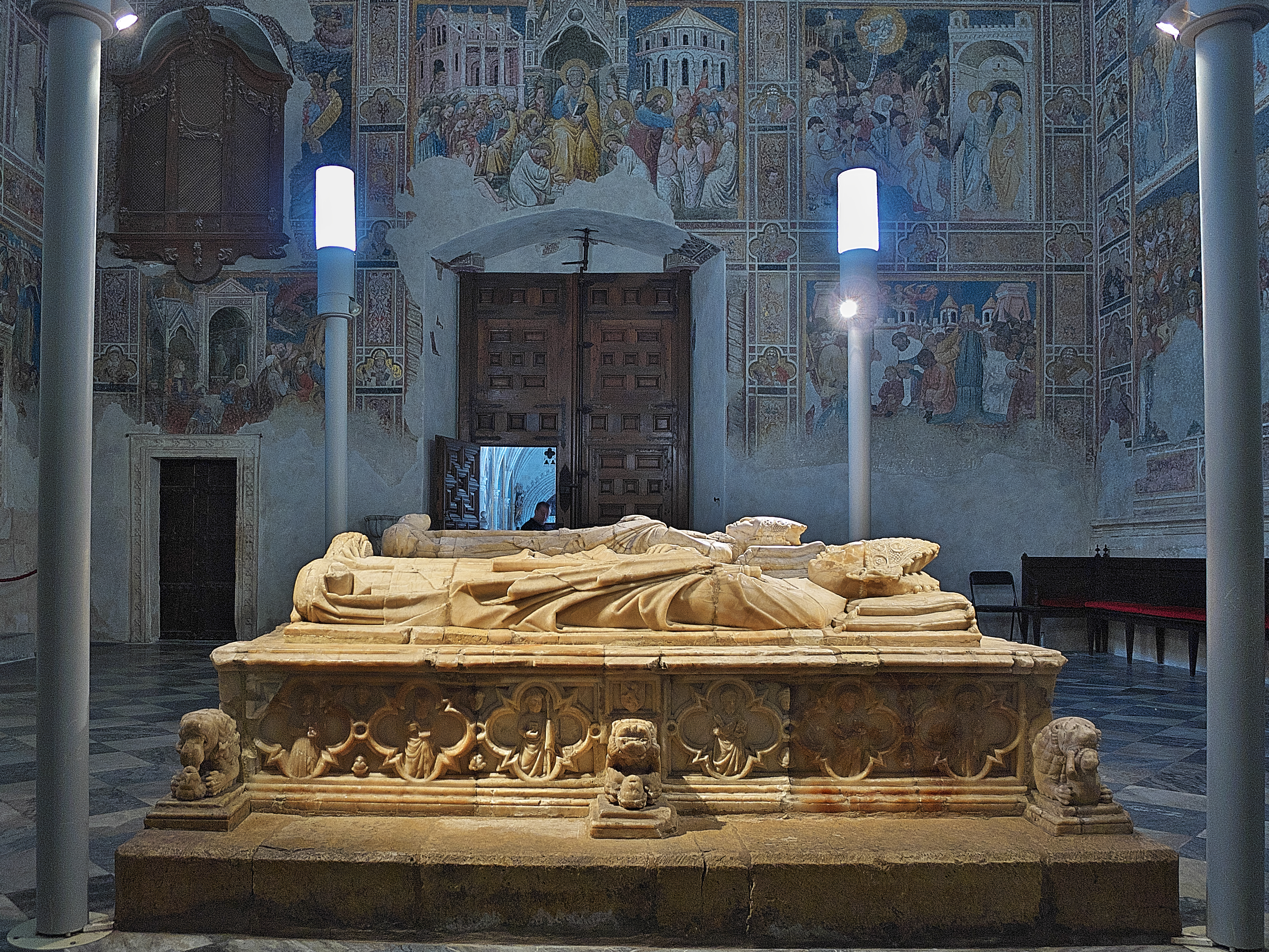
Sepultura do Arcebispo Tenorio na Capela de San Blas
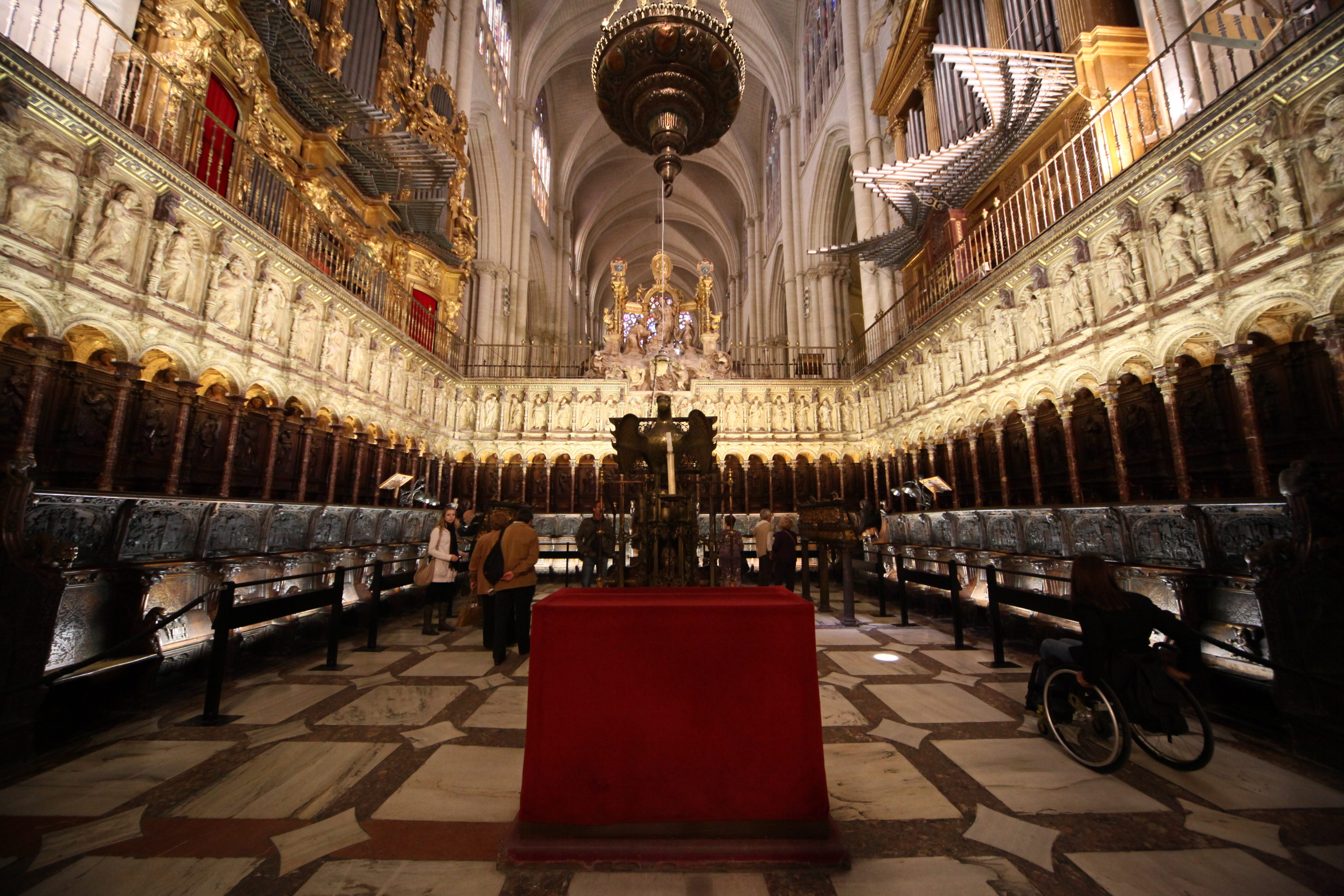
Coro
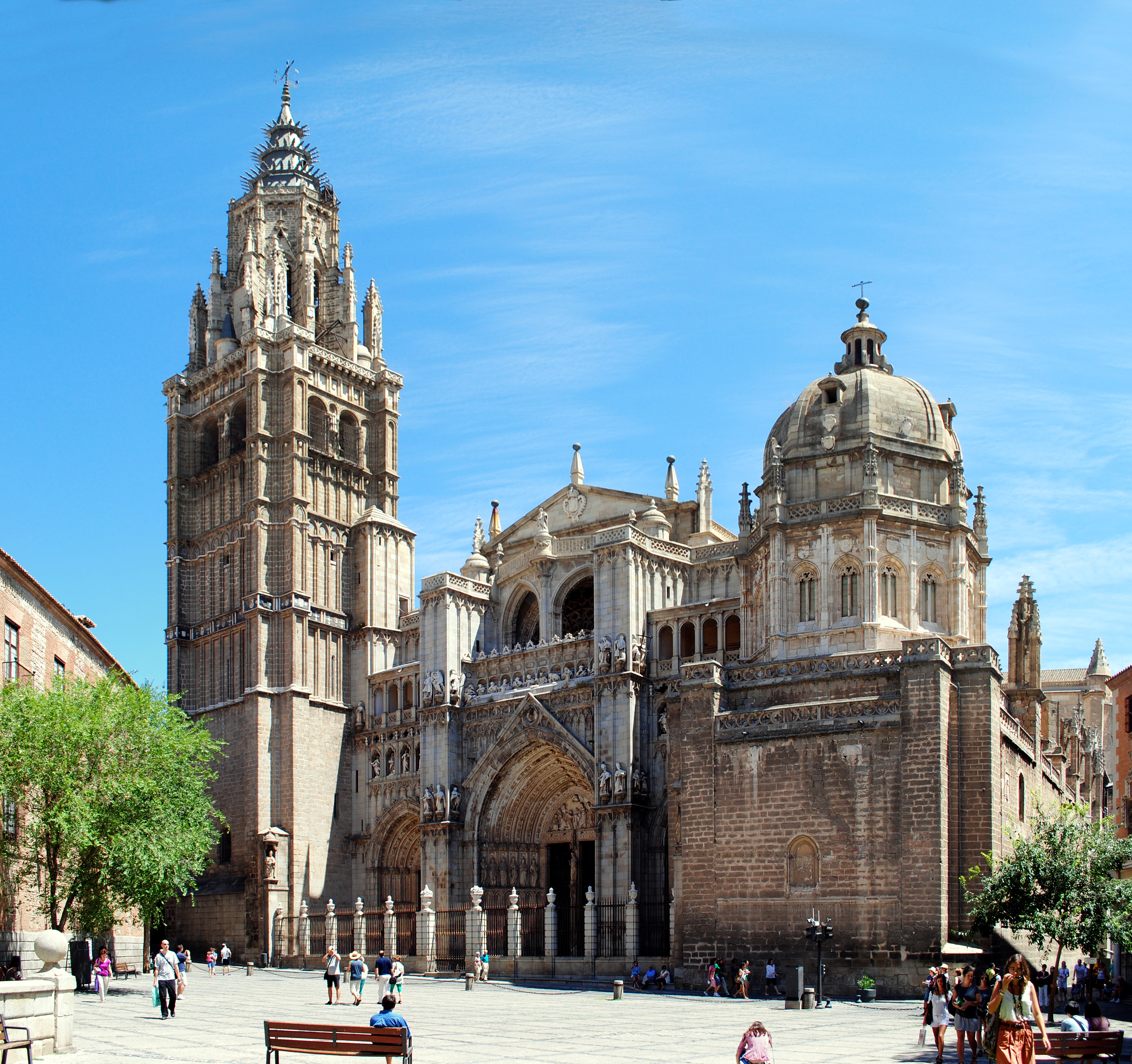
Fachada principal